# کراش (خواننده)
کراش (انگلیسی: Crush؛ زادهٔ ۳ مهٔ ۱۹۹۲) خواننده اهل کره جنوبی است. وی از سال ۲۰۱۲ میلادی تاکنون مشغول فعالیت بوده‌است.

## دبیو
کراش به طور رسمی در 1 آوریل 2014 با سینگلی با عنوان Some times دبیو کرد.اولین آلبوم او، Crush on You، در 5 ژوئن 2014 منتشر شد و برنده بهترین آلبوم R&B & Soul در دوازدهمین جوایز موسیقی کره شد.
در سال 2015، کراش با Zion.T برای سینگل "Just" به همکاری پرداخت. این آهنگ در 30 ژانویه 2015 منتشر شد و اولین بار در جدول تک‌آهنگ‌های Gaon در رتبه اول قرار گرفت. Crush و Zion.T برنده بهترین همکاری در هفدهمین جوایز موسیقی آسیایی Mnet شدند.

در نوامبر، کراش اولین کنسرت سولو خود را با نام Crush on You برگزار کرد.